# Ann-Christine Syvänen
Ann-Christine Elisabeth Syvänen, född 1950 juli 28, är en finsk professor i molekylär medicin vid Uppsala universitet i Sverige.
Syvänen doktorerade i biokemi vid Helsingfors universitet i Finland med professor Hans Söderlund som handledare. Hon disputerade 1986 med avhandling "New developments in nucleic acid hybridization". 1990–1998 arbetade Syvänen vid Department of Human Molecular Genetics, Folkhälsoinstitutet (KTL) i Helsingfors. Sedan flyttade hon från Helsingfors till Uppsala i Sverige 1998. 2001 utnämndes hon till professor i molekylär medicin vid institutionen för medicinska vetenskaper vid Uppsala universitet. Hon har etablerat en omfattande SNP&SEQ-teknologiplattform vid Uppsala universitet, initialt med stöd av Knut och Alice Wallenbergs Stiftelse, som kan användas för att analysera SNP-genotyper och utföra andra generationens sekvensering. Denna forskningsmiljö betjänar även akademiska forskare från andra delar av Sverige och utomlands. Efter 20 år som forskargruppsledare och chef för SNP&SEQ Technology Platform, följt av fem år som senior professor vid Uppsala universitet, gick hon i pension 2022.
Syvänen har i sin karriär utvecklat bland annat nukleinsyraanalysteknik och grundat en framgångsrik forskargrupp som använder uppdaterade genetiska och epigenetiska tekniker för mänskliga sjukdomar. Under 2010-talet har hon fokuserat särskilt på forskning om barnleukemi och autoimmuna sjukdomar. Som en ledande expert på SNP-klassificering har hon och hennes forskargrupper publicerat flera mycket citerade vetenskapliga artiklar, inklusive två översiktsartiklar i ämnet i Nature Genetics på 2000-talet. Hon och hennes forskarkollegor har publicerat många forskningsartiklar som hänvisas till i toppvetenskapliga publikationer (som Nature, Science, PNAS) även efter detta.
Syvänen bjöds in att bli ledamot i Kungliga Vetenskapsakademien 2007. 2014 tilldelades hon Uppsala universitets Rudbeckmedalje som ett erkännande för vetenskapliga meriter på hög nivå. 2018 tog sig Syvänen upp på den prestigefyllda 2018 års Highly Cited Researchers-lista för forskning som överskrider vetenskapliga gränser. Över hela världen innehåller denna lista över de mest citerade (den mest citerade 1%) inom sitt område mer än 4 000 forskare från 21 discipliner och cirka 2 000 forskare som korsar vetenskapliga gränser, inklusive alla ämnesområden. Det finns cirka 40 finländska forskare som arbetar hemma eller utomlands, eller utländska forskare som arbetar i Finland.

## Höjdpunkter i uppfinningar
- The affinity based-capture (ABC) assay (Fast quantification of nucleic acid hybrids by affinity-based hybrid collection, Nucleic Acid Research, 1986)
- Minisequencing with oligonucleotide microarray (Minisequencing: a specific tool for DNA analysis and diagnostics on oligonucleotide arrays, Genome Research, 1997)
- The Finnish Chip (Dissecting a population genome for targeted screening of disease mutations, Human Molecular Genetics, 2001)
- Four-colour SNP genotyping by "tag-array" minisequencing (Multiplex SNP genotyping in pooled DNA samples by a four-colour microarray system, Nucleic Acid Research, 2002)
- Identification of IRF5 and TYK2 as strong risk genes for systemic lupus erythematosus (SLE) (Polymorphisms in the tyrosine kinase 2 and interferon regulatory factor 5 genes are associated with systemic lupus erythematosus, American Journal of Human Genetics, 2005)
- Epigenetic profiles of DNA methylation in acute lymphocytic leukemia (ALL) (Allele-specific gene expression patterns in primary leukemic cells reveal regulation of gene expression by CpG site methylation, Genome Research, 2009; Genome-wide signatures of differential DNA methylation in pediatric acute lymphoblastic leukemia, Genome Biology, 2013)

### Patent
Method for determining specific nucleotide variations by primer extension in the presence of mixture of labeled nucleotides and terminators, Patent number US6013431A, Patent date January 11, 2000
Method for determining specific nucleotide variations, Patent number US7026117B2, Patent date April 11, 2006

## Mest citerade publikationer[5]
- Accessing genetic variation: genotyping single nucleotide polymorphisms, Nature Reviews Genetics, 2001
- Association of systemic lupus erythematosus with C8orf13-BLK and ITGAM-ITGAX, The New England Journal of Medicine, 2008
- Genome-wide association study identifies eight loci associated with blood pressure, Nature Genetics, 2009
- Genetic risk and a primary role for cell-mediated immune mechanisms in multiple sclerosis, Nature, 2011
- Large-scale association analysis provides insights into the genetic architecture and pathophysiology of type 2 diabetes, Nature Genetics, 2012
- Large-scale association analysis identifies new risk loci for coronary artery disease, Nature Genetics, 2013
- Transcriptome and genome sequencing uncovers functional variation in humans, Nature, 2013
- Defining the role of common variation in the genomic and biological architecture of adult human height, Nature Genetics, 2014
- Genetic studies of body mass index yield new insights for obesity biology, Nature, 2015
- The genetic architecture of type 2 diabetes, Nature, 2016